# 終末のマリステラ
『終末のマリステラ』（しゅうまつのマリステラ）は、高野千春による日本の漫画作品である。月刊コミック雑誌『コミックフラッパー』（メディアファクトリー）にて、2012年2月号から2014年5月号まで連載されていた。単行本は全4巻。
銃を持ち軍服を着た天使の少女たちと、海から来る怪物の戦いをテーマにした作品で、戦争漫画に分類されている。また、科学技術の発展により生まれた亜人や天使を主役とし、崩壊した世界の謎をキリスト教的な視点から読み解くサイエンス・フィクションでもある。天使の少女たちの日常シーンはコミカルに描かれるが、戦闘シーンでは流血や戦死の場面も多い。

## あらすじ
遠い未来、人類は人造生物や亜人を生み出すほどの技術の果てに宇宙の終焉を引き起こし、世界はわずかな土地と、それを覆い尽くす煙霧質の粒子に満ちた「情報の海」のみとなった。その災禍を生き延びた人類は、暦を「マルクト歴」と改め、教会を中心に生きながらえていた。しかし、情報の海が陸地に流れ込む「潮」という現象とともに襲い来る怪物や海洋類に存在を脅かされていた。それに対抗するべく、光の輪と翼を持ち、銃で武装した「天使」と呼ばれる少女たちが生み出された。
第六天使団を率いる天使、ラキア大佐は、旧世界の叡智を秘めた聖地奪還を命じられ、十字軍として絶望的な戦いに臨む。

## 用語
天使
概要
旧世界の叡智で生み出された存在。多機能な光輪と飛行が可能な翼を持ち、情報の海の中で行動が可能。天使団に所属し、海洋類の撃退、資源の確保、国土回復など、さまざまな任につく。
光輪（ケテル）
天使はまずアンプルを自身に打ち、光輪を起動することで天使化する。光輪は地図や座標の記憶、通信などの機能を持つ。起動限界を超えて光輪起動すると、光輪と肉体が融合するなど弊害が発生する。また、光輪にサイレンの唄の干渉を受けると、昏睡などの外部からの攻撃を受ける危険がある。
翼
天使は翼を使い飛行し、空中戦を行うことができる。天使化中は翼は取り出し自由であり、塹壕戦などの場合は収納する。
天使病
海中での行動が長引き、ティファレト過剰となると天使病という天使特有の病気に罹患する。進行度があり、作中ではレベル3となったラキアに自覚症状が出ている。天使病の薬も開発されているが、効果は不明。外洋遠征など長期間海に潜る場合は、座薬式のティファレト抑制剤を使用する。
世代
天使には特別な能力を持った第一世代の天使と、量産型である第二世代の天使が存在する。第二世代の天使の光輪の方が恩恵が少ないとされる。
合成種適合率（キメラ適合率）
天使になるにはまず合成種反応が陽性で、かつ合成種適合率が一定以上である必要がある。教会は天使不足からより低い合成種適合率でも、天使になれるよう第二世代天使を作ったとされる。
その他
天使化中は生理現象が鈍る。そのためか古参のラキアやタルイスの容姿が昔から変化していない。

天使団
天使で構成された戦闘集団。構成人数の例は第六天使団で8名。存在が判明している天使団と主任務は以下の通り。
- 第一天使団：死の谷の番人
- 第三天使団：大砂漠での資源確保
- 第六天使団：東部防衛
- 第九天使団：南部防衛
- 第十天使団：首都防潮林の防衛

天使団には聖地奪還を命じられることがあり、第九天使団は国土回復部隊として、第六天使団はラウルス学徒隊と共に十字軍として、この任に当たっている。損耗の補充は天使学校からの卒業生で行われる。十字軍に組み込まれたラウルス学徒隊も、天使学校の1つである。
マリステラ
代々引き継がれる天使の称号。作中に登場したマリステラは、ラキアと前マリステラのシュレイルの2名。
海洋類
情報の海に棲む生物の総称。羽の生えた魚、蟹型、山ほどの大きさの甲殻類などさまざまな種類、サイズの者が存在する。潮とともに都市部に侵入し、特定の感情や音、匂いに反応して陸生生物を襲う。海洋類は死亡した後に石化し、多様な結晶やレアアースに変化するため、海洋資源としての側面も持つ。通常は本能で行動するが、サイレンの唄により統制されて陸生生物を襲うこともある。
情報の海
ドーム状に世界を覆う、煙霧質の粒子で満ちた空間。水分による海ではないため、内部で会話や通常の行動が可能。海中にはティファレトと呼ばれる必須元素に似た無形情報が存在し、天使は強い耐性を持つが、人が過剰摂取すると死亡する。海中では精密な機械は正常に動作しなくなるため、近代兵器は使用できない。一定以上の深度の海はすべてのモノが融けてしまう。
潮
情報の海から煙霧物質が陸地に流れ込む現象。煙霧物質とともに海洋類も侵入するため、天使による迎撃が必要となる。
智天使（ケルブ）
羽の生えたイルカのような姿の存在。天使を誘い、交わることで天使にビスマスを与える。交わる際には大量の紐状の姿になり、それが終わるとそのまま落ちていく。智天使との交わりでビスマスを得た天使は、記章を与えられる。
ビスマス
智天使と天使が交わることで産み出される結晶。資源として非常に重要視され、これを産み出すことが天使の大きなつとめとされる。しかし、ブリギッド曰く「あのようなことができるのは常軌を逸した者か志のある者かどちから」。産み出す際は出産のプロセスを経て、保管容器にはビスマス保育器と書かれているなど生命であるかのように扱われる。技術、知識、エネルギーが込められているとされるが、具体的な利用法は不明。現実のビスマスとは別物である。
聖遺物
前存在物質と呼ばれる、決して融けない物質で作られた謎の武器。聖武器とも。解放するには、第一世代の能天使が、情報中枢体に使用申請しなければならない。バラナス塹壕戦では聖槍ガリラヤが使用され、通常時は普通の槍だが、解放後に超巨大な槍に変化し、揚陸艦級海洋類を一撃で倒した。タルイス曰く、従軍の教会であれば必ず持っている。

## 登場人物

### 第六天使団
ラキア
本作の主人公。階級は大佐。使用武器は銃剣付きのIMI ガリル。山猫の合成種。第一世代天使としての階級は主天使。
第六天使団のリーダーであり、マリステラでもある優秀な古参の天使。レベル3の天使病に罹っている。責任感が強く仲間想いで、隊内での野球に参加したり、兵と同じ風呂に入るなど、部下にも慕われている。天使の命を無視する聖地奪還に固執する枢機卿団を老害共と蔑み、仲間の命を優先して専守防衛を進言するなど、守り救うことを第一とするが、必要があれば死ぬ命令も出す。そのため、自身の天使病を利用されて絶望的な十字軍遠征を命じられた際には、精神的に不安定に陥った。タルイスとは軍務・プライベートともに親密なパートナーであり、頼りにしている。前マリステラでサイレンとなったシュレイルを救うことを、目標にしている。
タルイス
階級は軍曹。使用武器はソードオフしたイサカM37とマチェット。ヘルマフロディトスの合成種。第一世代天使としての階級は能天使。
ラキアと同じ古参の第一世代天使。ざっくばらんな性格と最先任のため上官であるブリギッドやコルノより皆のまとめ役となっている。仲間の死に苦しむコルノやユーリィを励ますなどラキアと同じく仲間想いである。しかし、シュレイルに関してはラキアとは逆にバケモノになったシュレイルを救うことはあきらめている。戦闘時はショットガンでの近接戦を好む。ちなみに両性具有。
ブリギッド
階級は中尉。使用武器はH&K G3とアキュラシーインターナショナル AW50。エルフの亜人種。
ラキアがいない場合、指揮を代行する副官。規律に厳しく、厳しい訓練を課す鬼軍曹でもある。それだけではなく、隊全体をよく見ており、ブランの死に落ち込むショコランを気にかけ、ラキアの天使病が知られた際にコルノをスパイ疑惑で詰問している。戦闘時は主にスナイパーライフルで狙撃を担当する。空き時間には、エルフらしく優雅に香を焚いて読書をしている。
コルノ
階級は准尉。使用武器はH&K MP7。山羊の合成種。
第十天使団から転属してきた天使。実父でもある第十天使団総督、アンブロズの命令でラキアを監視するために送り込まれたが、本人にその気はあまりなく第六天使団の一員として行動している。まじめで涙もろく、一人称はボク。ビスマスや海に関する知識を豊富に持つ。戦闘時は主にブリギッドの観測手を担当する。
ブラン
階級は伍長。使用武器はL7汎用機関銃。合成種は明言されず。
ショコランの妹の機関銃手、姉妹でコンビを組んでいた。姉に比べて背が高く力も強く、胸も大きい。ガムが好きで、口癖は了解の意で「あいっす」。仲間からも腕っ節が強く、勇気があると評される。めおと岩での撤退時も、アラウダを背負ったユーリィの背中を最後まで守り続けたが、ブラン自身が海洋類に襲われて死亡する。
ショコラン
階級は上等兵、後に伍長。使用武器は訓練時IMI ガリル。合成種は明言されず
ブランの姉の装填手、姉妹でコンビを組んでいた。小柄で要領の良い隊のマスコット的キャラ。かなりの弾幕好き。めおと岩でブランを亡くして深く落ち込んでいたが、ラウルス学徒隊との交流やユーリィからの想いで乗り越える。戦闘時はミキヲと組んで装填を担当し、空中ではバイポッドの支持も行った。
ユーリィ
階級は二等兵、後に上等兵。使用武器はAK-74u。ユニコーンの合成種。
第六天使団の二等兵コンビ（後に昇格）の1人。沈着冷静、優秀でなにかとミスするアラウダをたしなめ、フォローしていた。めおと岩でアラウダと自身を守ったブランを亡くした苦しみを、タルイスとショコランの交流で乗り越えるが、後任のユミルの傍若無人さとアラウダを思わせる所作に再び悩む。その結果、ユミルと衝突するが、ぶつかり合いを経てユミルと腐れ縁的なコンビになっていく。戦闘時は優秀な飛行能力を買われ、ユミルとともにラキアに随伴し、空中戦を行う。システマを得意とするが、海洋類に通用するかは不明。
アラウダ
階級は二等兵。使用武器はM203 グレネードランチャー付きM16A1。合成種は不明。
第六天使団の二等兵コンビの1人。唯一の喫煙者だった。元気と威勢がよいものの、飛行能力が低いためミスが多く、そのたびにユーリィに突っ込まれていた。めおと岩で智天使とラキアの交わりに見とれたため、海洋類の奇襲に気づかず死亡する。戦闘時の担当はグレネーダーだが、作中ではグレネードを使用していない。
ユミル
階級は二等兵。使用武器はIMI ガリル。合成種は不明（ユミルを診断した医師から「超人」と称されたが詳細は不明）。
第六天使団アラウダの後任の補充兵。ラウルス学徒隊を首席で卒業した優秀な天使で、乱流を乗りこなすなど、飛行能力は高い。小柄な見た目とは裏腹に喫煙や飲酒を好み、MPから缶ビールをせしめるほど。口が悪く、あまりの傍若無人ぶりにユーリィの怒りを買って衝突する。衝突後は傍若無人ぶりは多少なりを潜め、ユーリィと腐れ縁的なコンビになっていく。昔に両足を海洋類に食われてから義足となっており、当時に救ってくれたラキアをラキア姉と呼び慕っている。戦闘時は飛行能力を活かし、ラキア、ユーリィと空中戦を担当する。
ミキヲ
階級は二等兵。使用武器は訓練時64式7.62mm小銃とL7汎用機関銃、ブローニングM2重機関銃。巨人の合成種。
第六天使団ブランの後任の補充兵。190センチメートル近くの高身長の割に腰が低い。ユミルを非常に慕っており、足の無いユミルの入浴を手伝っている。戦闘時は機関銃手としてショコランとコンビで火力支援を担当する。
ノネット
階級は不明。使用武器はIMI タボール TAR-21。
バラナス塹壕戦で消耗した真十字軍に、補充兵として、教会情報機関より配属された。5個の眼球、両手に6本ずつの指、複数本の房に分かれる尾を持ち、普段は髪で上3個の眼球を隠し、尾は三つ編みにし、ヘッドホンをつけている。ラキアのビスマスから生み出され、サイレンを模して造られた自動自律情報体（オートマトン）で、第三世代天使と呼ばれる。仕様書によれば、単独で小隊の実力に匹敵し、理論上はサイレンと同等の海洋耐性と再生能力を持つ。実際、単独で海洋類の大群に「ルール30」を発動させ、再生能力、増殖、巨大化などを駆使して挑み、これを撃破している。しかし、サイレンを模したという点をつかれ、シュレイルに身体を乗っ取られてしまう。

### 教会の人物
ドルジ枢機卿
第六天使団の総督。後に枢機卿会議の場で、ラキアの天使病を知らなかったことを監督不行届と指摘され、罷免される。
アンブロズ枢機卿
強力なビスマスを欲する野心家。そのため、娘であるコルノをラキアの監視役として送り込む。さらに、ラキアのビスマスが望めないと知るやドルジ枢機卿を失脚させ、第六天使団を聖地奪還に向かわせるなど、権謀術数に長ける。

### その他の人物
シュレイル
ラキア、タルイスの元チームメイトで前マリステラ。当時の階級は少佐。経緯は不明ながらサイレンと呼ばれる超常の存在となり、第九天使団を壊滅させるなど人類の敵となっている。唄により海洋類や天使に干渉でき、物質的損傷は一瞬で再生するなど、圧倒的な能力を持つ。オッドアイ。
メギル
バラナス前哨基地の司令。バラナス塹壕戦において、瓦礫の下敷きになった学徒兵救出のため、軍務規定を無視して部下のD中隊を率いて出撃する。天使を救出して防御陣を敷いたまま、生体塩化現象によりD中隊ともに全滅する。

## 単行本
- 高野千春『終末のマリステラ』メディアファクトリー〈MFコミックス〉、全4巻
  1. 終末のマリステラ 1（2012年7月23日発売）ISBN 978-4-8401-4497-1
  2. 終末のマリステラ 2（2013年1月23日発売）ISBN 978-4-8401-4786-6
  3. 終末のマリステラ 3（2013年9月21日発売）ISBN 978-4-8401-5327-0
  4. 終末のマリステラ 4（2014年5月23日発売）ISBN 978-4-04-066561-0